# Lysionotus microphyllus
Lysionotus microphyllus är en tvåhjärtbladig växtart som beskrevs av Wen Tsai Wang. Lysionotus microphyllus ingår i släktet Lysionotus och familjen Gesneriaceae.

## Underarter
Arten delas in i följande underarter:
- L. m. microphyllus
- L. m. omeiensis